# Lista drumurilor județene din județul Bacău
Aceasta este o listă ce cuprinde toate drumurile județene aflate pe raza județului Bacău, așa cum au fost clasificate de Ministerul Transporturilor.
| Județul Bacău                                                   | Județul Bacău | Județul Bacău                                                   | Județul Bacău                                                   | Județul Bacău                                                   | Județul Bacău |
| Drum Județean                                                   | Traseu | Origine                                                         | Destinație                                                      | Lungimea (km)                                                   | Reclasat din: |
| --------------------------------------------------------------- | --- | --------------------------------------------------------------- | --------------------------------------------------------------- | --------------------------------------------------------------- | --- |
| DJ 115                                                          | Onești (DN11) Cașin - Lupești - Pârvulești - Mănăstirea Cașin - Scutaru - Limita Jud.Vrancea | Km 0+000 Onești (DN11)                                          | Km 27+200 (Limita Jud.Vrancea)                                  | 27,200                                                          | |
| DJ 116                                                          | Bârsănești (DN11) - Brătești - Târgu Ocna - Pârâul Boghii - Pârgărești - Satu Nou - Nicorești - Bahna - Marginea - Oituz (DN11) | Km 0+000 (Bârsănești - DN11)                                    | Km 26+700 (Oituz - DN11)                                        | 26,700                                                          | |
| DJ 116A                                                         | Târgu Ocna (DN12A) - Cireșoaia - Cerdac - Slănic Moldova - Poiana Sărată (DN11) | Km 0+000 (Târgu Ocna - DN12A)                                   | Km 34+936 (Poiana Sărată - DN11)                                | 34,936                                                          | DN12B + DJ 116A |
| DJ 116B                                                         | Comănești (DN12A) - Lunca Asău - Asău - Straja (DN12A) | Km 0+000 (Comănești - DN12A)                                    | Km 6+800 (Straja - DN12A)                                       | 6,800                                                           | DC 146 (Comănești - Asău: L=4,000km) + DC 145 (Asău - Straja: L=2,800km)                                                                |
| DJ 116C                                                         | Târgu Ocna (DJ 116) - Măgura - Mănăstirea Măgura | Km 0+000 (Târgu Ocna - DJ 116)                                  | Km 2+800 (Mănăstirea Măgura)                                    | 2,800                                                           | DC 150 (Târgu Ocna - Măgura: L=2,500km) + DE (Măgura - Mănăstirea Măgura: L=0,300km)                                                    |
| DJ 116D                                                         | Dofteana (DN12A) - Hăghiac | Km 0+000 (Dofteana - DN12A)                                     | Km 3+400 (Hăghiac)                                              | 3,400                                                           | DC 131 (Dofteana - Hăghiac: L=3,400km)                                                                                                  |
| DJ 117                                                          | Livezi (DN11) - Prăjoaia - Berzunți - Dragomir - Buda - Cernu - Poduri - Moinești - Zemeș - Bolătău - Limita Jud.Neamț | Km 0+000 (Livezi - DN11)                                        | Km 55+300 (Limita Jud.Neamț)                                    | 55,300                                                          | |
| DJ 117A                                                         | Leontinești (DN2G) - Solonț - Stănești - Măgirești (DN2G) | Km 0+000 (Leontinești - DN2G)                                   | Km 12+700 (Măgirești - DN2G)                                    | 12,700                                                          | DC 183B (Leontinești - Măgirești: L=12,700km)                                                                                           |
| DJ 118                                                          | Sănduleni (DN11) - Prisaca - Enăchești - Boșoteni - Florești (DN2G) | Km 0+000 (Sănduleni - DN11)                                     | Km 10+800 (Florești - DN2G)                                     | 10,800                                                          | |
| DJ 118A                                                         | Enăchești (DJ 118) - Berești Tazlău - Românești - Tescani - Florești (DN2G) | Km 0+000 (Enăchești - DJ 118)                                   | Km 10+200 (Florești - DN2G)                                     | 10,200                                                          | DC 175 (Enăchești - Berești Tazlău: L=2,000km) + DC 175A (Berești Tazlău - Tescani: L=6,600km) + DC 176 (Tescani - Florești: L=1,600km) |
| DJ 118B                                                         | Enăchești (DJ 118) - Strugari - Răchitișu - Pădureni (DJ 119B) | Km 0+000 (Enăchești - DJ 118)                                   | Km 17+600 (Pădureni - DJ 119B)                                  | 17,600                                                          | DC 201 (Enăchești - Strugari: L=4,400km) + DC 197 (Strugari - Pădureni: L=13,200km)                                                     |
| DJ 119                                                          | Bacău (DN11) - Sărata - Valea Seacă - Buchila - Faraoani - Somușca - Ciucani - Capăta - Dumbrava - Temelia - Gura Văii - Onești - Borzești (DN11A) | Km 0+000 (Bacău - DN11)                                         | Km 48+500 (Borzești - DN11A)                                    | 48,500                                                          | |
| DJ 119A                                                         | Urechești (DN11A) - Conțești - Sascut Sat - Sascut - Berești - Limita Jud. Vrancea | Km 0+000 (Urechești - DN11A)                                    | Km 21+400 (Limita Jud. Vrancea)                                 | 21,400                                                          | |
| DJ 119B                                                         | Sărata (DJ 119) - Luizi Călugăra - Dealu Mare - Sohodol - Crihan - Mărgineni - Hemeiuș (DN15) | Km 0+000 (Sărata - DJ 119)                                      | Km 25+200 (Hemeiuș - DN15)                                      | 25,200                                                          | |
| DJ 119C                                                         | Cornățel (DN11A) - Lunca Dochiei - Limita Jud. Vrancea | Km 0+000 (Cornățel - DN11A)                                     | Km 4+500 (Limita Jud. Vrancea)                                  | 4,500                                                           | |
| DJ 119D                                                         | DN2 (km 247+323) - Valea Seacă - Cucova - Orbeni - Drăgușani - Parava (DJ 206B) | Km 0+000 (DN2 - km 247+323)                                     | Km 11+900 (Parava - DJ 206B)                                    | 11,900                                                          | DC 107 (DN2 - Valea Seacă: L=3,000km) + DC 107A (Valea Seacă - Orbeni: L=4,500km) + DC 109 (Orbeni - Parava: L=4,400km)                 |
| DJ 119E                                                         | Ștefan Cel Mare (DN11A) - Bogdana | Km 0+000 Ștefan Cel Mare (DN11A)                                | Km 4+200 (Bogdana)                                              | 4,200                                                           | DC 120 (Ștefan Cel Mare - Bogdana: L=4,200km)                                                                                           |
| DJ 119F                                                         | Căiuți (DN11A) - Popeni - Blidari - Pralea | Km 0+000 (Căiuți - DN11A)                                       | Km 14+300 (Pralea)                                              | 14,300                                                          | DC 118 (Căiuți - Pralea: L=14,300km) |
| DJ 119G                                                         | Bâlca (DN11A) - Coțofenești | Km 0+000 (Bâlca - DN11A)                                        | Km 3+600 (Coțofenești)                                          | 3,600                                                           | DC 117A (Bâlca - Coțofenești: L=3,600km)                                                                                                |
| DJ 119H                                                         | DN2 - Faraoani | Km 0+000 (DN2)                                                  | Km 2+100 (Faraoani)                                             | 2,100                                                           | DC 166 |
| DJ 123                                                          | Limita Jud. Harghita - Sălătruc - Dărmănești (DN12A) | Km 41+000 (Limita Jud. Harghita)                                | Km 62+000 (Dărmănești - DN12A)                                  | 21,000                                                          | DJ 123 (rekilometrat) |
| DJ 123G                                                         | DJ 123 - Dărmănești - Tabăra de copii | Km 0+000 (DJ 123)                                               | Km 3+500 (Tabăra de copii)                                      | 3,500                                                           | DC 133 (DJ 123 - Tabăra de copii: L=3,500km)                                                                                            |
| DJ 156A                                                         | Ardeoani (DN2G) - Tărâța - Pârjol - Ludași - Balcani - Frumoasa - Limita Jud. Neamț | Km 0+000 (Ardeoani - DN2G)                                      | Km 21+700 (Limita Jud. Neamț )                                  | 21,700                                                          | |
| DJ 156B                                                         | Buhuși (DN15) - Blăgești - Poiana Negustorului - Băsăști (DJ 156A) | Km 0+000 (Buhuși - DN15)                                        | Km 17+700 (Băsăști - DJ 156A)                                   | 17,700                                                          | |
| DJ 156G                                                         | Lespezi (DN15) - Buda - Blăgești (DJ 156B) | Km 0+000 (Lespezi - DN15)                                       | Km 7+000 (Blăgești - DJ 156B)                                   | 7,000                                                           | DC 192 (Lespezi - Blăgești: L=7,000km)                                                                                                  |
| DJ 156H                                                         | Buhuși (DN15) - Runc | Km 0+000 (Buhuși - DN15)                                        | Km 8+000 (Runc)                                                 | 8,000                                                           | DC 1 (Buhuși - Runc: L=8,000km) |
| DJ 158                                                          | Buhuși (DN15) - Limita Jud. Neamț | Km 0+000 (Buhuși - DN15)                                        | Km 5+200 (Limita Jud. Neamț)                                    | 5,200                                                           | |
| DJ 159                                                          | Racova (DN15) - Hălmăcioaia - Limita Jud. Neamț (Km 6+400) - Limita Jud. Neamț (13+300) - Cârligi - Cornești - Boanța - Limita Jud. Neamț (23+500) - Limita Jud. Neamț (Km 27+400) - Pădureni - Călugăreni - Dămienești (DJ 207D)                                                    | Km 0+000 (Racova - DN15)                                        | Km 35+800 (Dămienești - DJ 207D)                                | 25,000                                                          | |
| DJ 206A                                                         | Podu Turcului (DN11A) - Căuia - Dealu Morii - Găiceana (DJ 252) | Km 0+000 (Podu Turcului - DN11A)                                | Km 19+000 (Găiceana - DJ 252)                                   | 19,000                                                          | |
| DJ 206B                                                         | Răcăciuni (DN2) - Parava - Rădoaia - Dumbrava (DJ 119) | Km 0+000 (Răcăciuni - DN2)                                      | Km 13+400 (Dumbrava - DJ 119)                                   | 13,400                                                          | |
| DJ 207D                                                         | Limita Jud.Neamț - Dămienești - Drăgești - Brad - Mâgla - Ursoaia - Prăjești - Traian (DN2F) | Km 28+000 (Limita Jud.Neamț)                                    | Km 50+100 (Traian - DN2F)                                       | 22,100                                                          | |
| DJ 207F                                                         | Holt (DN2F) - Săucești - Schineni - Siretu - Șerbești - Halta Șerbești - Berești Bistrița - Pădureni - Iliești - Gura Văii - Racova (DJ 159) | Km 0+000 (Holt - DN2F)                                          | Km 34+000 (Racova - DJ 159)                                     | 34,000                                                          | |
| DJ 207G                                                         | Bacău (DN2) - Bacău (DN2) | Km 0+000 (Bacău - DN2)                                          | Km 10+080 (Bacău - DN2)                                         | 10,080                                                          | |
| DJ 207P                                                         | Bacău (DN2) - Săucești | Km 0+000 (Bacău - DN2)                                          | Km 2+800 (Săucești)                                             | 2,800                                                           | DC 14 (Bacău - Săucești: L=2,800km) |
| DJ 241                                                          | Limita Jud. Vrancea - Podu Turcului - Gălvănești - Razeșu - Chicerea - Motoșeni - Burdusaci - Răchitoasa - Buda - Dandila - Zăpodia - Colonești - Călini - Spria - Izvorul Berheciului (DJ 241A)                                                                                     | Km 25+000 (Limita Jud. Vrancea)                                 | Km 83+500 (Izvorul Berheciului)                                 | 58,500                                                          | |
| DJ 241A                                                         | Limita Jud. Vrancea - Dealu Morii - Tăvădărești - Vultureni - Onceștii Vechi - Dealu Perjului - Oncești - Satu Nou - Tarnița - Antohești - Izvorul Berheciului - Glodișoarele - Secuieni - Zăpodia - Fundeni - Berbinceni - Văleni - Negușeni - Roșiori - Poieni - Pădureni - DJ 159 | Km 19+450 (Limita Jud. Vrancea)                                 | Km 97+100 (DJ 159)                                              | 77,650                                                          | |
| DJ 241B                                                         | Oncești (DJ 241A) - Pădureni - Fruntești - Filipeni - Bălaia - Mărăști - Glodișoarele (DJ 241A) | Km 0+000 (Oncești - DJ 241A)                                    | Km 20+400 (Glodișoarele - DJ 241A)                              | 20,400                                                          | |
| DJ 241C                                                         | Roșiori (DJ 241A) - Misihănești - Limita Jud. Neamț (km 7+000) - Limita Jud. Neamț (km 9+450) - Mâlosu - Valea Caselor - Lipova - Valea Hogei - Satu Nou - Limita Jud.Vaslui | Km 0+000 (Roșiori - DJ 241A)                                    | Km 24+000 (Limita Jud.Vaslui)                                   | 21,550                                                          | |
| DJ 241D                                                         | Plopana (DN2F) - Valea Caselor (DJ 241C) | Km 0+000 (Plopana - DN2F)                                       | Km 4+900 (Valea Caselor)                                        | 4,900                                                           | DC 26 (Plopana - Valea Caselor: L=4,900km)                                                                                              |
| DJ 241E                                                         | Negușeni (DJ 241A) - Poiana - Negri - Mâgla (DJ 207D) | Km 0+000 (Negușeni - DJ 241A)                                   | Km 9+200 (Mâgla - DJ 207D)                                      | 9,200                                                           | DC 20 (Negușeni - Mâgla: L=9,200km) |
| DJ 241F                                                         | Lehancea (DN11A) - Răcușana - Giurgioana - Limita Jud. Vrancea | Km 0+000 (Lehancea - DN11A)                                     | Km 5+700 (Limita Jud. Vrancea)                                  | 5,700                                                           | DC 44B (Lehancea - Giurgioana: L=3,200km) + DC 44A (Giurgioana - Limita Jud. Vrancea: L=2,500km)                                        |
| DJ 243B                                                         | Limita Jud.Vaslui - Praja - Chicerea - Motoșeni - Gura Crăiești - Benești - Balotești - Vultureni - Medeleni - Poieni -Parincea (DJ 252) | Km 23+350 (Limita Jud.Vaslui)                                   | Km 81+480 (Parincea - DJ 252)                                   | 58,130                                                          | |
| DJ 252                                                          | Limita Jud. Vrancea - Prădaiș - Perchiu - Huruiești - Găiceana - Nănești - Parincea - Bibirești - Buhoci - Dospinești (DN2F) | Km 62+700 (Limita Jud. Vrancea)                                 | Km 130+100 (Dospinești - DN2F)                                  | 67,400                                                          | |
| DJ 252A                                                         | Mileștii de Sus (DJ 252) - Mileștii de Jos - Văleni - Horgești - Sohodor - Recea - Răcătău - Răcătăul de Jos (DJ 252B) | Km 0+000 (Mileștii de Sus)                                      | Km 14+900 (Răcătăul de Jos)                                     | 14,900                                                          | |
| DJ 252B                                                         | Buhoci (DJ 252) - Buhocel - Coteni - Furnicari - Tamași - Chetriș - Gioseni - Bazga - Răcătăul de Jos - Pâncești - Petrești (DJ 252) | Km 0+000 (Buhoci - DJ 252)                                      | Km 39+000 (Petrești - DJ 252)                                   | 39,000                                                          | |
| DJ 252C                                                         | Limita Jud. Vrancea (DJ 252) - Giurgrni - Drăgești - Gherdana - Corbasca - Scărișoara - Marvila - Dieneț - Pâncești (DJ 252B) | Km 0+000 (Limita Jud. Vrancea)                                  | Km 27+500 (Pâncești - DJ 252B)                                  | 27,500                                                          | |
| DJ 252D                                                         | N.Bălcescu (DN2) - Galbeni - Chetriș (DJ 252B) | Km 0+000 (N.Bălcescu - DN2)                                     | Km 6+500 (Chetriș - DJ 252B)                                    | 6,500                                                           | |
| DJ 252E                                                         | Răcăciuni (DN2) - Răstoaca - Dieneț (DJ 252B) | Km 0+000 (Răcăciuni - DN2)                                      | Km 5+200 (Dieneț - DJ 252B)                                     | 5,200                                                           | |
| DJ 252F                                                         | Parincea (DJ 243B) - Ungureni - Gârla Anei - Viforeni - Bărtășești - Brad - Bălaia - Izvorul Berheciului (DJ 241A) | Km 0+000 (Parincea - DJ 243B)                                   | Km 29+300 (Izvorul Berheciului)                                 | 29,300                                                          | DC 80 (Parincea - Viforeni: L=17,300km) + DC 81 (Viforeni - Izvoru Berheciului: L=12,000km)                                             |
| Lungimea totală a rețelei de drumuri județene din județul BACĂU | Lungimea totală a rețelei de drumuri județene din județul BACĂU | Lungimea totală a rețelei de drumuri județene din județul BACĂU | Lungimea totală a rețelei de drumuri județene din județul BACĂU | Lungimea totală a rețelei de drumuri județene din județul BACĂU | 1000,446 Km |

## Vezi și
- Lista drumurilor județene din România